# Château de Bolczów
Le château Bolcz (en allemand : Bolzenschloss, ensuite Bolkoschloß, Bolzenstein) est un château qui contient les fragments des murs rocheux. Il est situé sur la saillie rocheuse de granit, à l’altitude d’environ 561 m. Le château est situé à environ 15 km de Jelenia Góra, au nord du village Rudawy Janowickie.

## Historique
Le château a été érigé en 1375. On attribue sa création à un courtisan du duc Bolko II le Petit de la famille Bolcz. Clericus Bolze, constructeur du château, s’est engagé au mouvement hussite, et le château est devenu siège des barons-bandits. Dans la première moitié du XVe siècle, le bâtiment a été détruit pendant les batailles des citoyens de Wrocław et de Świdnica avec les hussites. Le château a été reconstruit entre 1517 et 1518, probablement par Hans Dippold von Burghaus. On a créé la cour de château, de plus on a érigé la tour fortifiée dans le coin du sud et on a installé la rangée des meurtrières dans les murs. Les propriétaires se succédaient ; premièrement, entre 1537 et 1543, le château était propriété de Jost Ludwig Dietz de Cracovie, courtisan et secrétaire du roi Sigismond le Vieux. Entre 1520 et 1550, on a reconstruit le château encore une fois. Entre autres, on a construit un mur de pierre devant la tour de garde, on a créé la tour ronde et le fossé sec, on a aussi adapté les murs à l’artillerie en construisant les meurtrières. On a continué les travaux jusqu’en 1550. En 1562, le château avec les villages Janowice et Miedzianka est devenu propriété des frères Hans et Franz Heilmann. Probablement au début du XVIIe siècle Daniel Schaffgotsch, propriétaire de Janowice, a ordonné de continuer les travaux dans le château. Les modifications suivantes étaient le résultat de la guerre de Trente Ans. En 1645, le château a été pris par les Suédois qui ont incendié les bâtiments d’habitation en quittant le château en décembre de la même année. Depuis ce moment-là, le château Bolcz est en ruine. Grâce à l’intérêt du tourisme dans la moitié du XIXe siècle (Frédéric-Guillaume III a visité le château en 1824), le château a été reconstruit en 1848 à l’initiative du comte Stolberg-Wernigerode. Une petite auberge dans le style chalet a été construite sur la vieille fondation. Après la guerre, dans le bâtiment, il se trouvait le refuge qui a été détruit plus tard. Aujourd’hui, le château reste sous la gestion des Forêts de l’État, il est administré par le district forestier Śnieżka. Il fait partie de Parc Culturel de la Vallée de Jelenia Góra qui a été créé en 2008.

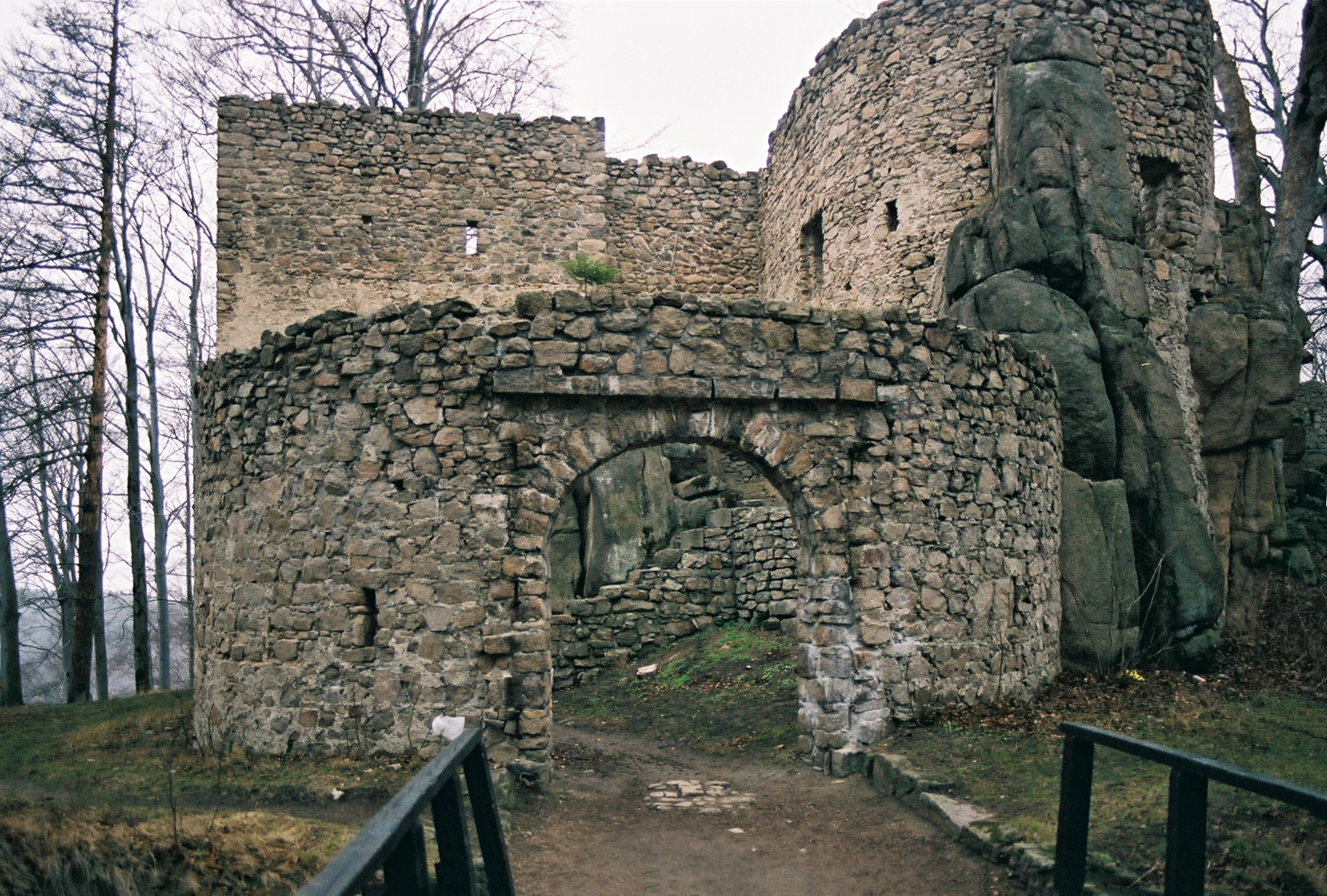
La porte d’entrée
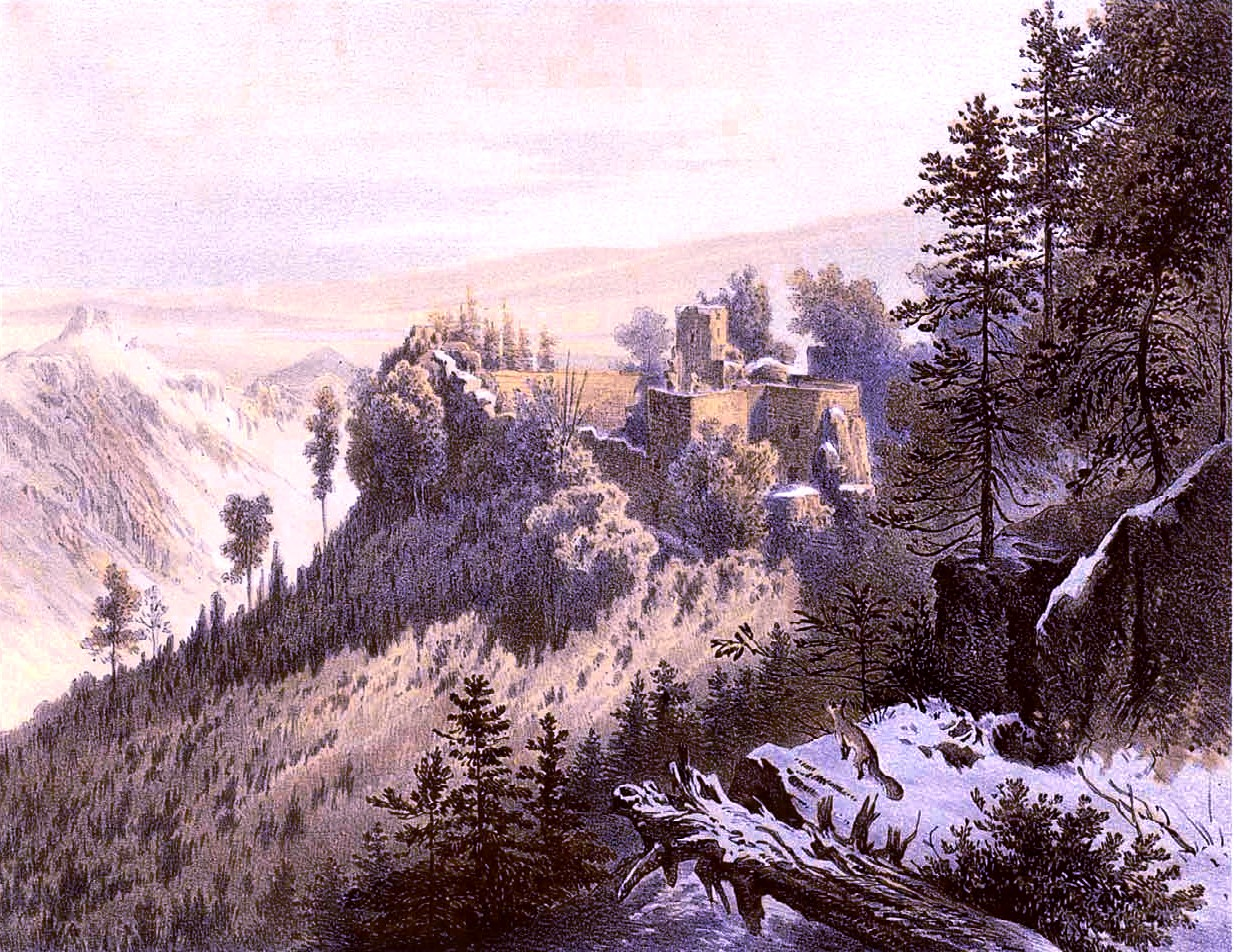
La vision d’un artiste du XIXe siècle
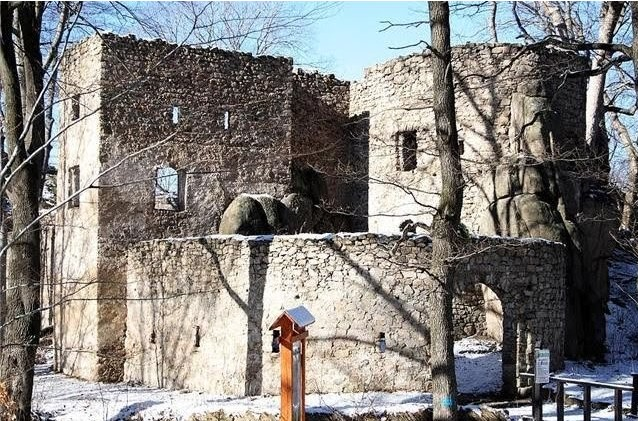
Les murailles du château

## Architecture
On a utilisé deux rochers de granite pour construire le château. On les a associés par les murs de pierre en créant la petite cour. Au-dessus, du côté sud, on a érigé la tour carrée. Ensuite, on a créé la maison pour les femmes et perpendiculairement à lui, du côté nord des murs, au bord de la falaise, on a construit le bâtiment d’habitation avec un sous-sol. La maison mesurait de 20 m sur 7,8 m et elle se composait de deux pièces de surfaces similaires. Du côté sud, il y a une chapelle ronde et en face du bâtiment, il y a une cuisine et une boulangerie. Dans la cour du château, il y a un réservoir d’eau.
Les ruines, qui existent à nos jours, permettent de reconstituer les trois parties principales du bâtiment : le château médiéval, qui se compose de mur d’enceinte, de bâtiment d’habitation et de tour carrée ; la partie qui vient du XVe siècle et contient les deux cours et le mur du sud avec les meurtrières, et la partie du XVIe siècle avec les murs de barbacane, les tours rondes et la porte d’entrée.

## Sentiers de randonnée
- Janowice Wielkie – le château Bolcz – Wojanów – Jelenia Góra
- le long de la Voie de Château à Gładziska Janowickie[3]